# Venta de Urbasa
Venta de Urbasa (Urbasako Benta en euskera y de manera cooficial) es una localidad española del municipio de Valle de Yerri (Navarra). Está en el raso de la sierra de Urbasa junto a la carretera NA-718 que cruza la sierra. Consta de un palacio abandonado, de una iglesia en uso y de un frontón de pelota. Está despoblada por lo menos desde 1981. Contaba con 0 habitantes en 2017.
El palacio fue dedicado durante una parte de su historia a hostal o venta, de donde procede el nombre del lugar.

## Patrimonio
- Palacio de Urbasa o Palacio del Marqués de Andía: Palacio construido a finales del siglo XVII por Juan Ramírez de Baquedano, segundo marqués de Andía, que ostentaba la jurisdicción civil y criminal en los montes de Urbasa y Andía. Actualmente pertenece al Gobierno de Navarra, se encuentra en estado de abandono y está sujeto a vandalismo.[1]
- Iglesia de los franciscanos.